# 縣公一郎
縣 公一郎（あがた こういちろう、1956年（昭和31年） - ）は、日本の行政学者。早稲田大学政治経済学術院教授。学位はDr.rer.publ.（行政学博士）。専門は行政学。2008年 - 10年同大学院公共経営研究科長。2012年 - 14年日本行政学会理事長。2013年 - 19年国際行政学会（IIAS: International Institute of Administrative Sciences）理事。2013年 - 25年 日本フンボルト協会副理事長。2018年 - 20年日本公共政策学会会長。2019年 - 25年国際行政学会副会長（23年 - 25年 上席）。2025年 - 日本フンボルト協会理事長。 

## 略歴
神戸市生まれ。1979年、早稲田大学政治経済学部政治学科卒業（政治学士）。1982年、同大学院政治学研究科修士課程修了（政治学修士）。1992年、シュパイアー行政大学院からDr.rer.publ.（行政学博士）の学位を取得。
早稲田大学政治経済学部助手（1982年 - 1990年）、同専任講師（1990 - 92年）、同助教授（1992 - 97年）を経て、1997年より政治経済学部教授（2004年から組織改編によって現職）。この間、ケルン大学（1984 - 85年）、シュパイアー行政大学院（1985 - 88年）、ボン大学（1994 - 96年、2024年）、ヘルティー大学院（2013年/14年、2024年）にて在外研究を行なう。
趣味は合唱である。学生時代は早稲田大学混声合唱団に所属し、学生指揮者を務めていた。1999年以降、同団会長である。

## 社会的活動
学会関連（抜粋）
- 日本フンボルト協会（2013年 - 、副理事長：2013年 - 25年、理事長：2025年 - ）
- 国際行政学会 （2011年 - 、企画・査読委員：2011年、理事：2013年 - 19年、副会長：2019年 - 2025年）
- 日本学術会議 連携会員（2006年 - 12年、行政学・地方自治分科会委員長：2006年 - 12年）
- 日本公共政策学会（1996年 - 、監事：2008年 - 10年、理事：2010年 - 16年、会長：2018 - 20年）
- 東日本アレクサンダー・フォン・フンボルト協会（1996年 - 2013年、監事：2009年 - 11年、常務理事：2011年 - 13年）
- Neue Bachgesellschaft（1986年 - ）
- Deutsche Vereinigung für Politische Wissenschaft（1985年 - ）
- 日本行政学会（1984 - 、理事：2002年 - 14年、理事長：2012年 - 14年、顧問：2015年 -）

官公庁等（抜粋)
- 人事院参与（2021年 - 25年）
- Bonn University Ambassador[3] （2019年 - ）
- 会計検査院『会計検査研究』編集会議委員（2019年 - ）
- 日本人事試験研究センター 評議員選定委員会委員（2019年 - ）
- 総務省 統計委員会臨時委員（2018年 - 21年）
- 公益財団法人野村財団 外国人留学生奨学部会選考委員（2014年 - 25年）
- 大学基準協会 公共政策系専門職大学院基準委員（2012年 - 13年）
- 総務省 統計データの二次的利用促進に関する研究会委員（2010年 -）
- 大学基準協会 公共政策系専門職大学院認証評価委員（2010年 - 14年）
- 内閣府 統計委員会委員（2009年 - 13年）
- 人事院 政策評価懇談会委員（2009年 - 22年）
- ベルリン日独センター 評議員（2008年 - ）
- 文部科学省 研究振興局科学官（2008年 - 12年）
- アレクサンダー・フォン・フンボルト財団 学術参与（2008年 - 13年）
- 大学評価・学位授与機構 国立大学教育研究評価委員会専門委員（2008年度）
- 葛飾区 指定管理者選定委員（2008年度・2018年度・2023年度）
- 総務省 競争評価アドバイザリーボード委員（2006年 - 15年）
- 日本学生支援機構 CIO補佐官（2006年 - 21年）
- 大学評価・学位授与機構専門職大学院認証評価に関する検討会議委員（2006年度）
- 人事院 国家公務員I種採用試験専門委員（2005年 - 13年）
- 総合研究開発機構 公文書管理法（仮称）に関する研究会委員（2005年 - 06年）
- 内閣府 電子媒体による管理・移管・保存に関する研究会委員（2005年度）
- 総務省 政策評価・独立行政法人評価委員会臨時委員（2004年 - 14年）
- 外務省 独立行政法人評価委員会委員（2003年 - 13年）
- 文部科学省 大学設置・学校法人審議会専門委員（2003年 - 07年）
- 日本私立大学連盟 経営評価委員（2002年度）
- ドイツ学術交流会 奨学生選考委員（1998年 - 2006年）

## 受賞
- 2019年：ドイツ研究振興協会　オイゲン＆イルゼ・ザイボルト賞受賞
- 2014年：アレクサンダー・フォン・フンボルト財団　ヴェルナー・ハイゼンベルク学術章受章
- 2006年：ドイツ連邦共和国　功労勲章功労十字小綬章受章

## 著作

### 単著
- Staatliche Förderprogramme für Gemeinden: Programm und Implementationsanalyse der Stadterneuerung in Baden-Württemberg,(Speyer, 1992).

### 共編著
- Public Administration in Japan, co-edited with Hiroaki Inatsugu und Hideaki Shiroyama, (Cham, 2024)
- （原田久・横田信孝）『検証 独立行政法人: 「もう一つの官僚制」を解剖する』（勁草書房、2022年）
- （稲継裕昭）『オーラルヒストリー　日本の行政学』（勁草書房、2020年）
- （藤井浩司）『ダイバーシティー時代の行政学－多様化社会における政策・制度研究』（早稲田大学出版部、 2016年）
- （大石眞・笠原英彦）『なぜ日本型統治システムは疲弊したのか:憲法学・政治学・行政学からのアプローチ 』(ミネルヴァ書房、 2016年）
- Financing Public Service, co-edited with Toru Sakurai et al., (Tokyo, 2013)
- （坪郷實・フォリアンティ＝ヨスト）『分権と自治体再構築』（法律文化社、 2009年）
- （藤井浩司）『コレーク政策研究』（成文堂、 2007年）
- （藤井浩司）『コレーク行政学』（成文堂、 2007年）
- （寄本勝美・辻隆夫）『行政の未来――片岡寛光先生古稀祝賀』（成文堂、 2006年）
- （北川正恭・総合研究開発機構）『政策研究のメソドロジー ――戦略と実践』（法律文化社、 2005年）
- （福田耕治・真渕勝）『行政の新展開』（法律文化社、 2002年）
- Convergence of Telecommunications and Broadcasting in Japan, United Kingdom and Germany: technological change, public policy and market structure, co-edited with Kiyoshi Nakamura,(Richmond, 2001).
- （ペーター・アイヒホルン・桜井徹）『EC市場統合と統一ドイツ――社会的市場経済の危機』（成文堂、 1993年）

### 訳書
- アンネリーゼ・ドッズ『比較公共政策』（岩崎正洋・浅井直哉・小田勇樹・河合晃一・西岡晋・福森憲一郎・松田憲忠・渡邉有希乃と訳、ミネルヴァ書房、2025年）
- クルストフ・ポリット/ヒールト・ブカールト『行政改革の国際比較: NPMを超えて』(稲継裕昭・西出順郎・大谷基道・浅尾久美子と訳、ミネルヴァ書房、 2022年）
- ザビーネ・クールマン/ヘルムート・ヴォルマン『比較行政学入門――ヨーロッパ行政改革の動向』（久邇良子・岡本三彦・宇野二朗と訳、成文堂、2021年）
- レナーテ・マインツ『行政の機能と構造――ドイツ行政社会学』（片岡寛光監訳、成文堂、1986年）
- ピーター・セルフ『行政官の役割――比較行政学的アプローチ』（片岡寛光監訳、 成文堂、1982年）